# Садолесь
Садолесь (пол. Sadoleś) — село в Польщі, у гміні Садовне Венґровського повіту Мазовецького воєводства.
Населення — 302 особи (2011).
У 1975-1998 роках село належало до Седлецького воєводства.

## Демографія
Демографічна структура станом на 31 березня 2011 року:
|          | Загалом | Допрацездатний вік | Працездатний вік | Постпрацездатний вік |
| -------- | ------- | ------------------ | ---------------- | -------------------- |
| Чоловіки | 156     | 39                 | 104              | 13                   |
| Жінки    | 146     | 30                 | 87               | 29                   |
| Разом    | 302     | 69                 | 191              | 42                   |